# Nòdul de sor Mary Joseph
En medicina, el nòdul de sor Mary Joseph, també anomenat el signe de sor Mary Joseph, es refereix a un nòdul palpable i irregular que apareix al melic com a resultat de la metàstasi d'un càncer abdominal o pelvià. Tres quartes parts d'aquestes metàstasis són d'adenocarcinomes. Els nòduls de sor Mary Joseph poden ser dolorosos a la palpació, asimptomàtics o ulcerats. Algunes vegades el seu contingut està ple de calcificacions, és purulent, hemàtic o serós.
Una massa o una lesió periumbilical no sempre són un nòdul de sor Mary Joseph. Altres afeccions que poden causar una massa periumbilical palpable inclouen l'hèrnia umbilical, l'endometriosi cutània primària, el granuloma piogènic, la micosi fungoide (limfoma de cèl·lules B cutani), les infeccions i les cicatrius hipertròfiques locals, o els fibromes, les berrugues vulgars i els angiomes/hemangiomes en el llombrígol. La citologia i les tècniques d'imatge mèdica, com ara l'ecografia abdominal, la tomografia computada o la tomografia per emissió de positrons es poden utilitzar per a distingir un nòdul de sor Mary Joseph d'un altre tipus de massa. En certs casos, el diagnòstic primerenc d'aquest nòdul permet aconseguir una millor prognosi a llarg termini del càncer subjacent.
Les malalties gastrointestinals representen aproximadament la meitat de les fonts subjacents (comunament el càncer gàstric, el càncer hepàtic, el càncer de còlon i el càncer de pàncrees), i és més probable que els homes tinguin un càncer primari del tracte gastrointestinal. Els càncers ginecològics en representen aproximadament 1 de cada 4 casos (principalment el càncer d'ovari i el càncer d'úter). Els nòduls, rarament, també s'originen a causa de càncer d'apèndix, de limfoma no hodgkinià, de càncer de vesícula biliar, de càncer de pròstata avançat, de carcinoma serós d'alt grau intraabdominal, de carcinoma de cèl·lules escatoses testicular, de colangiocarcinoma recurrent postrasplantament hepàtic, de carcinoma de cèl·lules renals, de càncer de bufeta urinària, de tumor desmoplàstic de cèl·lules petites (un tipus de sarcoma), de carcinosarcoma (tumor müllerià maligne) o de mesotelioma peritoneal. Els adenocarcinomes de l'úrac (lligament umbilical mitjà), els tumors primaris d'origen desconegut i les malalties malignes del tracte respiratori també poden causar metàstasis umbilicals. Encara que no es coneixen el tot els mecanismes a traves dels quals les metàstasis envaeixen el melic, les vies proposades per a la propagació de les cèl·lules canceroses a la regió umbilical inclouen la propagació transperitoneal directa, la propagació mitjançant dels vasos limfàtics, la disseminació hematògena i la propagació a través del romanent del conducte vitel·lí. El nòdul de sor Mary Joseph sovint s'associa amb carcinomatosi peritoneal, fet que comporta una prognosi molt dolenta. Inusualment, és l'origen d'una obstrucció intestinal, sorgeix en individus receptors d'un trasplantament hepàtic, és el primer signe de la recurrència no detectada radiològicament d'un carcinoma o és la única manifestació d'un carcinoma de cèl·lules escatoses esòfagic disseminat.

## Història
Sor Mary Joseph (nascuda Julia Dempsey) va ser una monja catòlica i assistent quirúrgica de William James Mayo a l'Hospital Saint Mary's de Rochester (Minnesota), entre el 1890 i el 1915. Va observar aquest fenomen, va explicar-ho a Mayo i en va publicar un article el 1928. L'epònim nòdul de sor Mary Joseph va ser encunyat per primera vegada el 1949 per Henry Hamilton Bailey.